# Yeonji-dong, Busan
Yeonji-dong (koreanska: 연지동) är en stadsdel i staden Busan i den sydöstra delen av Sydkorea, 300 km sydost om huvudstaden Seoul. Den ligger i stadsdistriktet Busanjin-gu.